# Ceratomia sonorensis
Ceratomia sonorensis là một loài bướm đêm thuộc họ Sphingidae. Nó được tìm thấy ở high altitudes in cây sồi và cây sồi-pine associations in Madrean woodland in Sonora, México và ở tây nam Arizona.
Sải cánh dài 84–89 mm. 
Có một lứa một năm con trưởng thành bay từ tháng 7 đến tháng 8.
Ấu trùng ăn các loài Fraxinus.